# Lengua de señas adamorobe
La Lengua de señas Adamorobe (LSAda), se conoce al sureste de Ghana, en África, donde se encuentra un poblado cuyos habitantes en su mayoría oyentes, han desarrollado una lengua de señas.
En ese pueblo, llamado Adamorobe, hace cerca de 200 años apareció un gen que produce la sordera, y que se manifiesta con mucha frecuencia entre los pobladores. 
Según algunas fuentes, viven en Adamorobe 1400 personas (Nyst, 2003); según otras, 3000 (SIL, Ethnologue, 2006): todas coinciden, empero, en afirmar que al menos 300 de ellos son sordos. Con al menos un 15% de población sorda, Adamorobe tiene uno de los niveles de incidencia de sordera más altos del mundo. Muchos de los oyentes del poblado son bilingües en LSAda y akan, la lengua hablada en esa región.
Esta lengua de señas se ha desarrollado independientemente de la usada en las ciudades de Ghana, con la cual no guarda ninguna relación. 
Los habitantes de Adamorobe no recuerdan que su pueblo haya existido sin sordos alguna vez. La sordera no es considerada por los habitantes de Adamorobe una limitación. Al ser conocida por la mayoría de los habitantes, la LSAda rompe las barreras comunicacionales entre ellos.